# مسجد مادائي
مسجد مادائي (بالإنجليزية: Madayi Mosque، بالماليالامية: മാടായി പള്ളി)، المعروف أيضًا باسم ماتائي بالي (بالإنجليزية: Matayi Palli)، ومسجد بازهايانغادي (بالإنجليزية: Pazhayangadi Mosque) أو مسجد مالك بن دينار (مادائي) (بالإنجليزية: Malik ibn Dinar Mosque, Madayi): هو مسجد سني شافعي، يقع في بازهايانغادي بمنطقة كانور، في الجزء الشمالي من ولاية كيرالا، الهند. إنه أحد أقدم المساجد في ولاية كيرالا، حيث تشير الأساطير المحلية إلى أن المسجد يعود تاريخه إلى 518 هـ، (1124/1125) م.

## التاريخ
يعتقد أن المسجد قد تم إنشاؤه من قبل مالك بن دينار. يحتوي المسجد على كتلة من الرخام الأبيض؛ يقال أن ابن دينار أحضرها من مكة. المسجد هو واحد من العديد من المساجد حول بازهايانغادي/ بايانغادي.
تروي الأساطير المحلية، الإسلامية والهندوسية، وصول مالك بن دينار ورفاقه، حاملين رسائل ملكية من تشيرامان بيرومال، آخر ملوك مملكة تشيرا بيرومال. اعتنق تشيرامان بيرومال الإسلام وأرسل هذه الرسائل إلى العديد من الزعماء الأصليين، طالبًا مساعدتهم في الأنشطة الدعوية وبناء المساجد.
وفقًا للشيخ زين الدين مخدوم، كان أول قاضي للمسجد الجديد هو مالك بن عبد الرحمن.

## أسطورة
وفقًا لأسطورة تشيرامان بيرومال، تم بناء أول مسجد هندي في 624 م في كودونغالور بتفويض من آخر حاكم من سلالة تشيرا الحاكمة، والذي اعتنق الإسلام خلال حياة محمد عليه الصلاة والسلام ( ق. 570 إلى 632 م). وفقًا لقصة شكرواتي فارمد، تم بناء مساجد في كودونغالور ومادائي ومانغلور وكانور وغيرها في عهد مالك ابن دينار، والتي اعتبرت من أقدمالمساجد في شبه القارة الهندية. يسجل النقش العربي، الموجود على لوح نحاسي داخل مسجد مادائي، أن عام تأسيسه هو 1124 م.